# Osceola (Misuri)
Osceola es una ciudad ubicada en el condado de St. Clair en el estado estadounidense de Misuri. En el Censo de 2010 tenía una población de 947 habitantes y una densidad poblacional de 389,39 personas por km².

## Geografía
Osceola se encuentra ubicada en las coordenadas 38°2′48″N 93°41′53″O / 38.04667, -93.69806. Según la Oficina del Censo de los Estados Unidos, Osceola tiene una superficie total de 2.43 km², de la cual 2.37 km² corresponden a tierra firme y (2.66%) 0.06 km² es agua.

## Historia
Empezó a construirse en 1835 y fue nombrado como ciudad en 1839. Al principio de la guerra civil estadounidense la ciudad llegó a tener 2.500 habitantes. Sin embargo la ciudad fue luego saqueada y destruida por los Jayhawkers el 23 de septiembre de 1861 durante esa guerra y, aunque fue parcialmente reconstruida después de la guerra, nunca se recuperó del todo de la destrucción.

## Demografía
Según el censo de 2010, había 947 personas residiendo en Osceola. La densidad de población era de 389,39 hab./km². De los 947 habitantes, Osceola estaba compuesto por el 94.19% blancos, el 1.69% eran afroamericanos, el 0.74% eran amerindios, el 0.11% eran asiáticos, el 0% eran isleños del Pacífico, el 0.42% eran de otras razas y el 2.85% pertenecían a dos o más razas. Del total de la población el 3.06% eran hispanos o latinos de cualquier raza.